# Географія Колумбії
Колумбія — південноамериканська країна, що знаходиться на крайньому північному заході континенту . Загальна площа країни 1 138 910 км² (26-те місце у світі), з яких на суходіл припадає 1 038 700 км², а на поверхню внутрішніх вод — 100 210 км². Площа країни майже вдвічі більша за площу території України. 

## Етимологія
Офіційна назва — Республіка Колумбія, Колумбія (ісп. Republica de Colombia, Colombia). Країна названа на честь першовідкривача Америки, іспанського мореплавця Христофора Колумба. До отримання незалежності від іспанської корони 1819 року в складі новоутвореної Федеративної Республіки Колумбія входила до складу колонії Нова Гранада. 1830 року Федерація розпалась і Колумбія до 1886 року знов називалась Новою Гранадою.

## Географічне положення
Колумбія — південноамериканська країна, що межує з п'ятьма іншими країнами: на сході — з Венесуелою (спільний кордон — 2341 км), на південному сході — з Бразилією (1790 км), на півдні — з Еквадором (708 км) і Перу (1494 км), на північному заході — з Панамою (339 км). Загальна довжина державного кордону — 6672 км. Колумбія на півночі омивається водами Карибського моря Атлантичного океану; на заході — водами Тихого. Загальна довжина морського узбережжя 3208 км, з них на узбережжя Карибського моря припадає 1760 км довжина тихоокеанського узбережжя — 1448 км.

Карта Колумбії від ООН (англ.)Карта Колумбії від ООН (англ.)
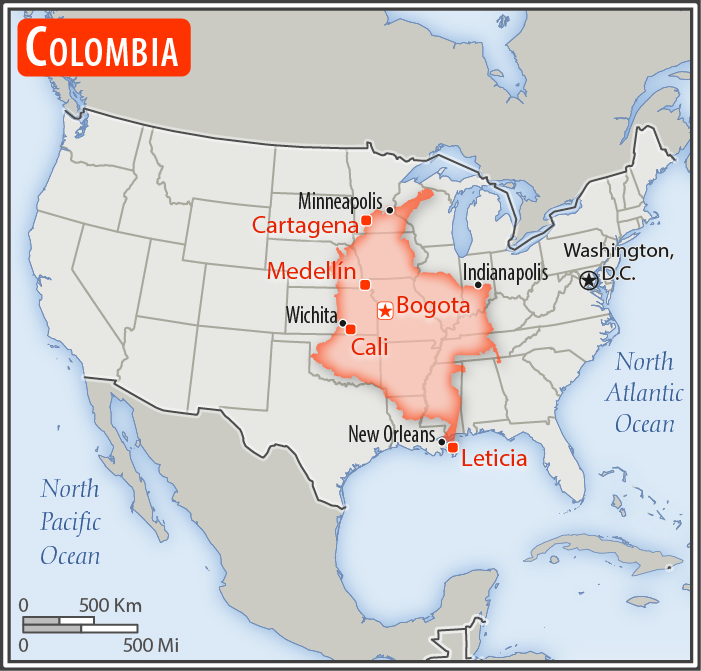
Порівняння розмірів території Колумбії та США
Морські кордони Колумбії

Згідно з Конвенцією Організації Об'єднаних Націй з морського права (UNCLOS) 1982 року, протяжність територіальних вод країни встановлено в 12 морських миль (22,2 км). Виключна економічна зона встановлена на відстань 200 морських миль (370,4 км) від узбережжя. Континентальний шельф — до глибин 200 м.

### Час
Час у Колумбії: UTC-5 (-7 годин різниці часу з Києвом).

## Геологія

### Вулканізм
Вулкан Ґалерас був включений у 1990-х роках до «Десятиліття вулканів», міжнародної дослідницької програми впливу вулканічної діяльності на людство Міжнародної асоціації вулканології і хімії надр Землі (IAVCEI), як частини програми ООН зі зменшення небезпеки від стихійних лих.

## Рельєф
Середні висоти — 593 м; найнижча точка — рівень вод Тихого океану (0 м); найвища точка — гора Піко-Крістобаль-Колон (5800 м) поряд із Піко-Сімон-Болівар (5775 м). Природні умови Колумбії дуже різноманітні. Західну частину країни, що становить приблизно 2/5 її площі, займає високогірна область Колумбійських Анд з Прикарибською і Тихоокеанською низовинами, що примикають до неї. Інші 3/5 території на схід від Анд займають степи, або льянос, басейну Ориноко і дощові ліси, або сельва, басейну Амазонки. Східна частина країни — плоскогір'я, обрамоване Орінокською і Амазонською низовинами.

Рельєф Колумбії
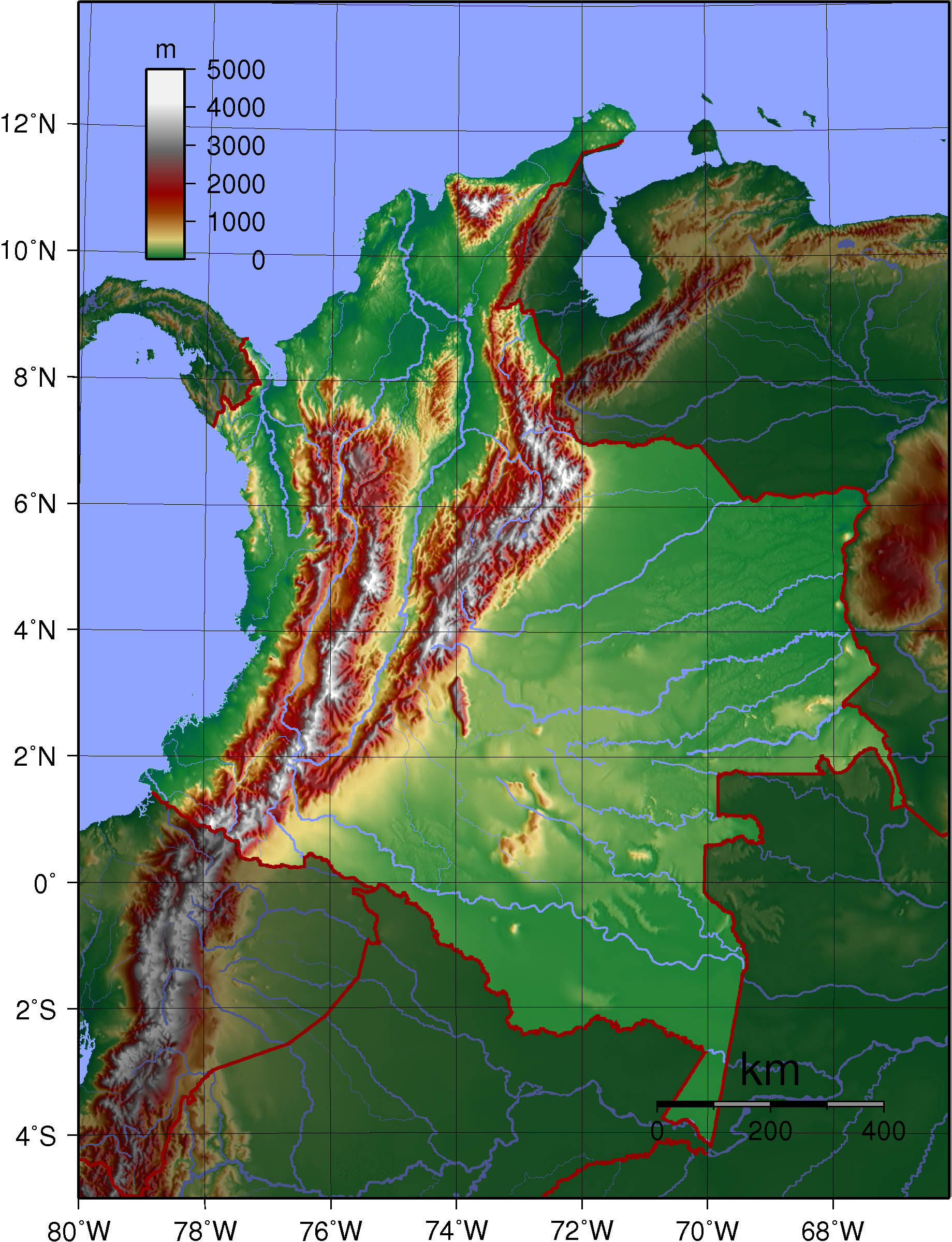
Гіпсометрична карта Колумбії
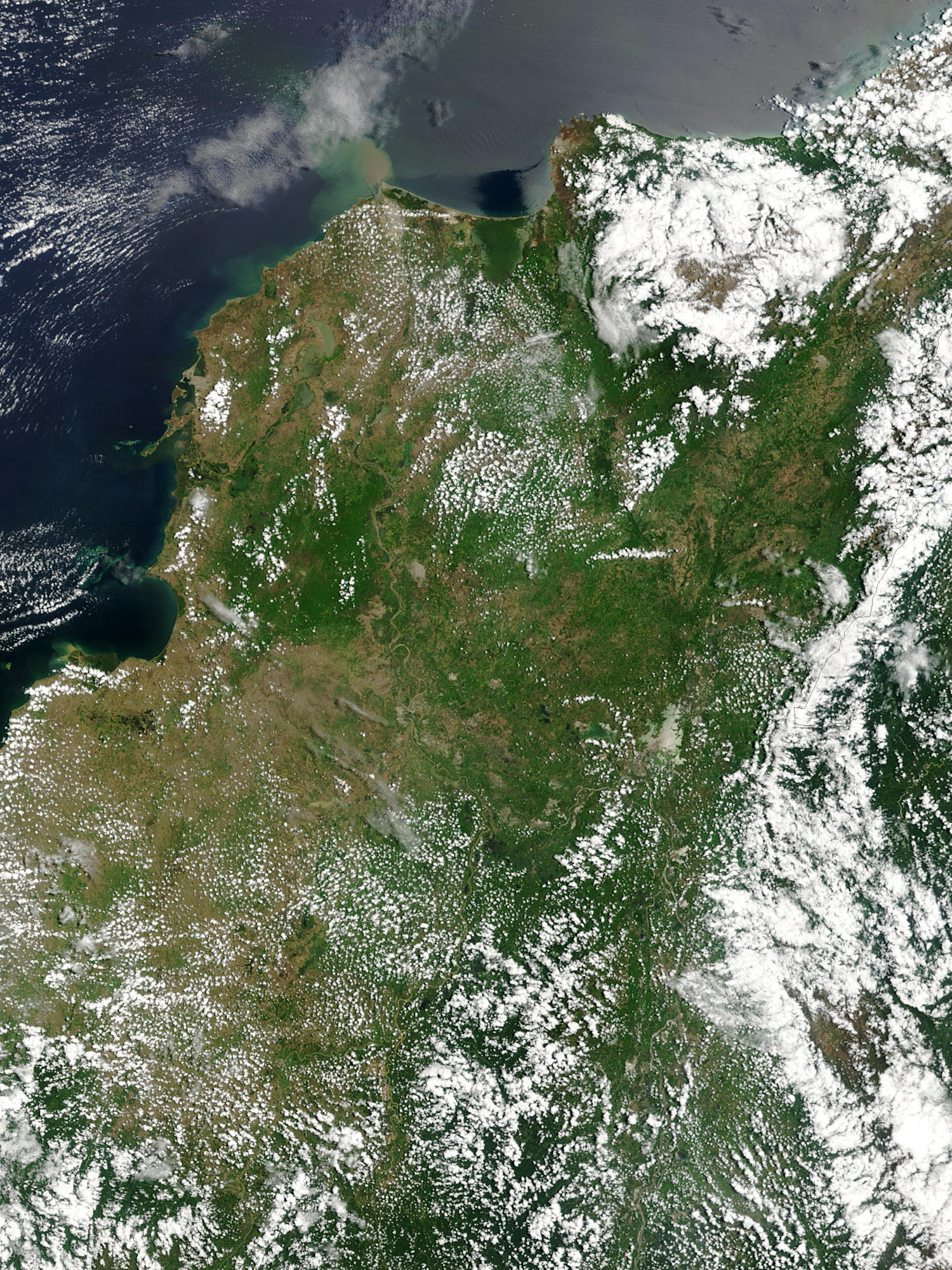
Супутниковий знімок поверхні країни
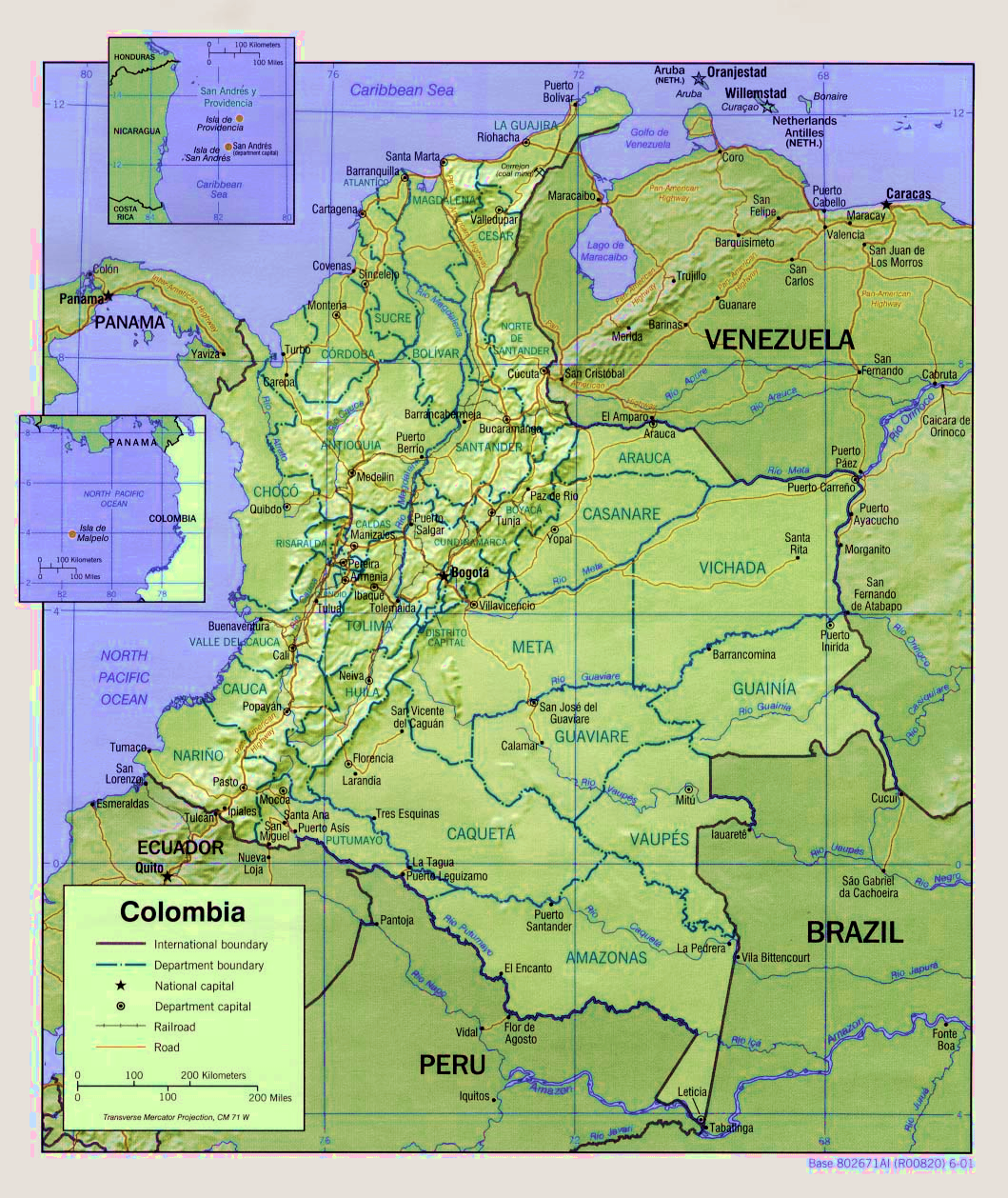
Карта країни (англ.)
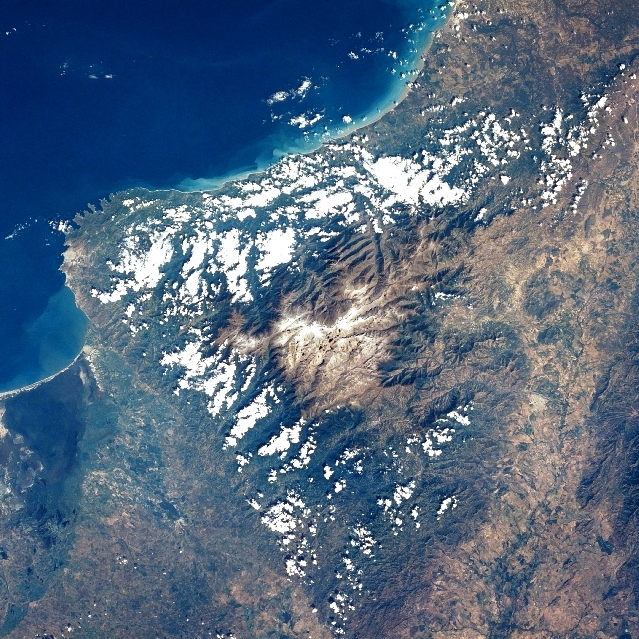
Сьєрра-Невада-де-Санта-Марта

## Клімат
Територія Колумбії з півночі на південь лежить у тропічному, субекваторіальному і екваторіальному кліматичних поясах (крайня північ). Над більшою частиною країни цілий рік панують екваторіальні повітряні маси. Цілий рік спекотно, сезонні коливання температури незначні, значно менші за добові. превалюють слабкі вітри, цілий рік надмірне зволоження, часті зливи з грозами. На півночі взимку переважають тропічні повітряні маси. Влітку вітри дмуть від, а взимку до екватора. Сезонні амплітуди температури повітря незначні, зимовий період не набагато прохолодніший за літній. Зволоження достатнє, вдалині від моря взимку може відзначатись більш сухий сезон. На крайній півночі увесь рік панують тропічні повітряні маси. Сезонний хід температури повітря чітко відстежується. Переважають східні пасатні вітри, достатнє зволоження (на підвітряних схилах відчувається значний дефіцит вологи). У горах, вище за 3 тис. м високогірні різновиди відповідних кліматичних зон.

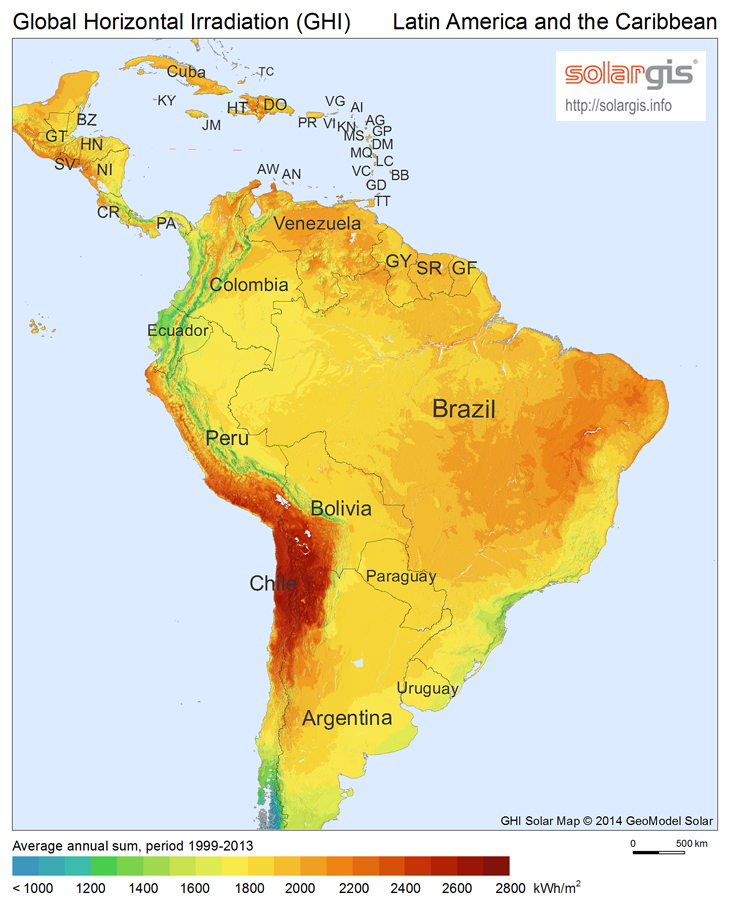
Сонячна радіація (англ.)
Кліматична карта Колумбії (за Кеппеном)

Колумбія є членом Всесвітньої метеорологічної організації (WMO), в країні ведуться систематичні спостереження за погодою.

## Внутрішні води

Гідрографічна мережа КолумбіїГідрографічна мережа Колумбії
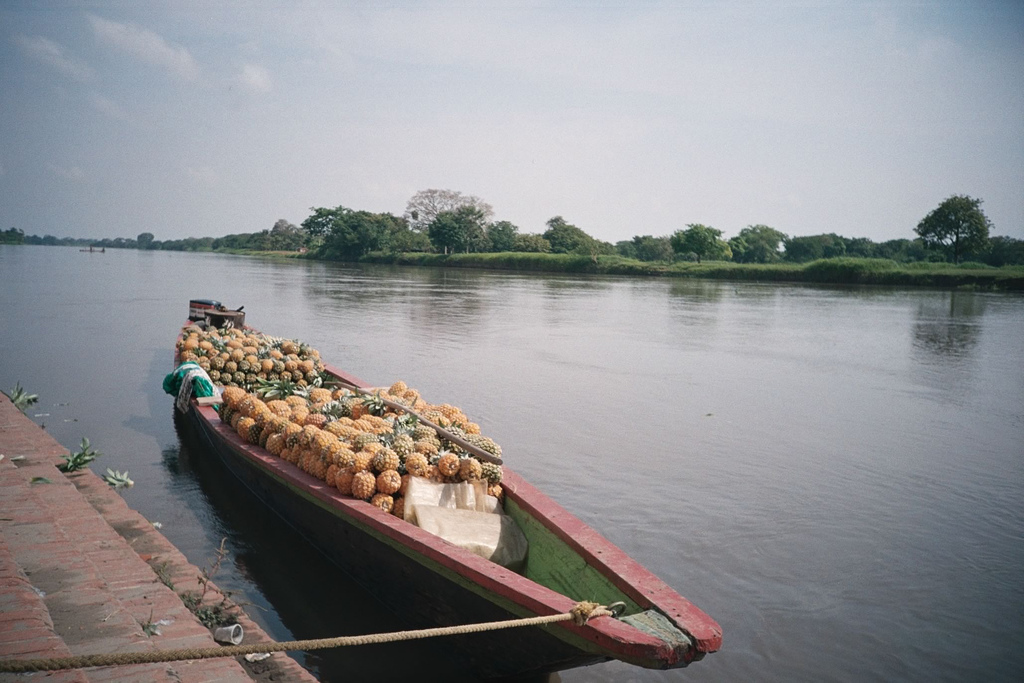
Річка Магдалена
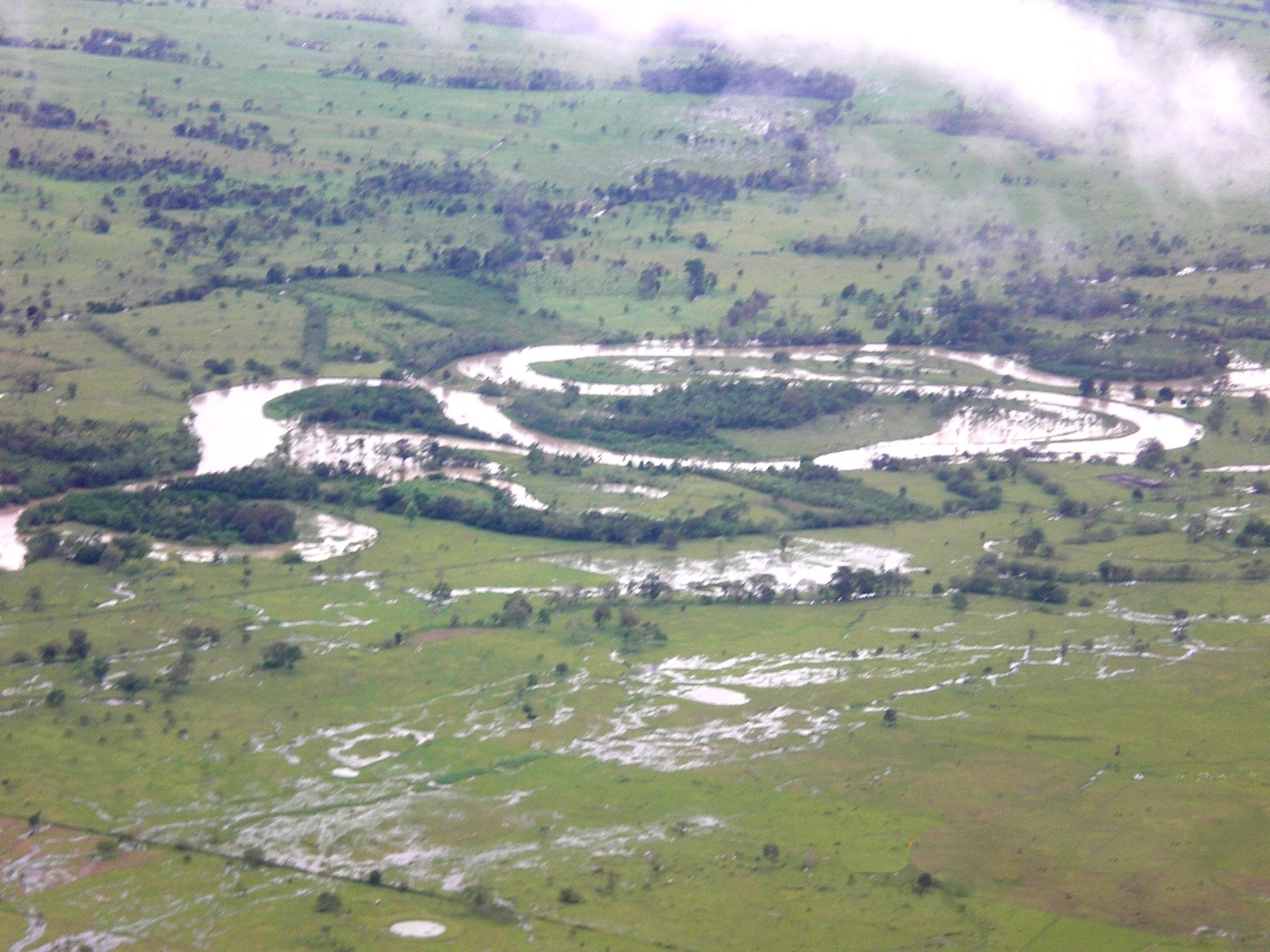
Річка Атрато
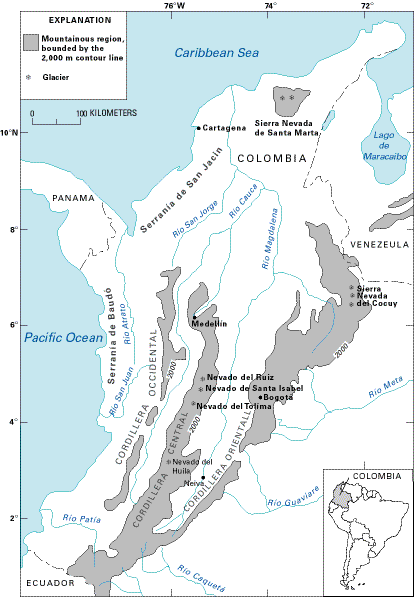
Льодовики Колумбії

### Річки
Річки країни належать басейну Атлантичного океану; на південному заході — басейну Тихого океану. Річкова мережа дуже густа, річки порожисті, головним чином дощового живлення. Головні річки: Магдалена з Каукою, Атрато (впадають в Карибське море), притоки Оріноко — Ґуав'яре і Мета, притоки Амазонки — Путумайо і Какета. Крім Магдалени, річки малопридатні для судноплавства. Один з найбільших водоспадів — Ла Чорера (590 м).

## Рослинність

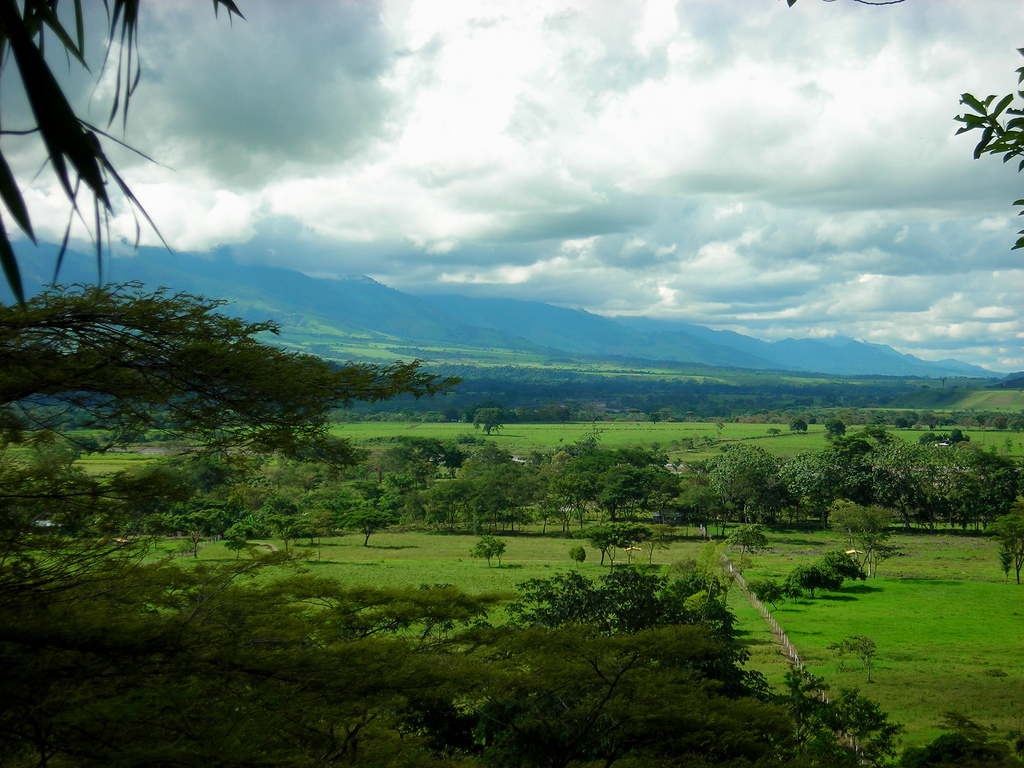
Льянос
Парамос

## Тваринний світ
Географічне положення забезпечує Колумбії надзвичайно високе біорізноманіття. Вона посідає друге місце після Бразилії за кількістю видів тварин. У країні описано понад 520 видів ссавців, 1800 видів птахів (це найбільший показник серед країн світу, а також близько 20 % світового різноманіття), 500 видів плазунів, 800 видів амфібій (перше місце у світі), 3000 видів риб (в основному прісноводних), сотні тисяч видів безхребетних, зокрема понад 3200 видів метеликів (одна з найбільших кількостей у світі). Багато представників тваринного світу Колумбії є вузькими ендеміками, поширеними лише в окремих гірських районах чи в локальних екосистемах.
За зоогеографічним районуванням світу країна належить до чотирьох підобластей Неотропічної зоогеографічної області: 1 —  Амазонської (Гвіанської); 2 —  Андської; 3 — Карибської; 4 — Панамської. Тому основу тваринного населення регіону становлять зональні екваторіальні надвологолісові (1) і вологолісові (2), субекваторіальні перемінно вологолісові (3), тропічні сухолісові (4), саванові (5) і напівпустельні (6) угруповання тварин, а також інтразональні гірські, водно-болотні (долинно-річкові, приморські, у тому числі мангрові) та океанічно-острівні тваринні угруповання, характерні для екваторіального, субекваторіального і тропічного кліматичних поясів. Домінуючими в зональних угрупованнях є гігромезофільні, мезофільні й ксеромезофільні групи та види тварин.

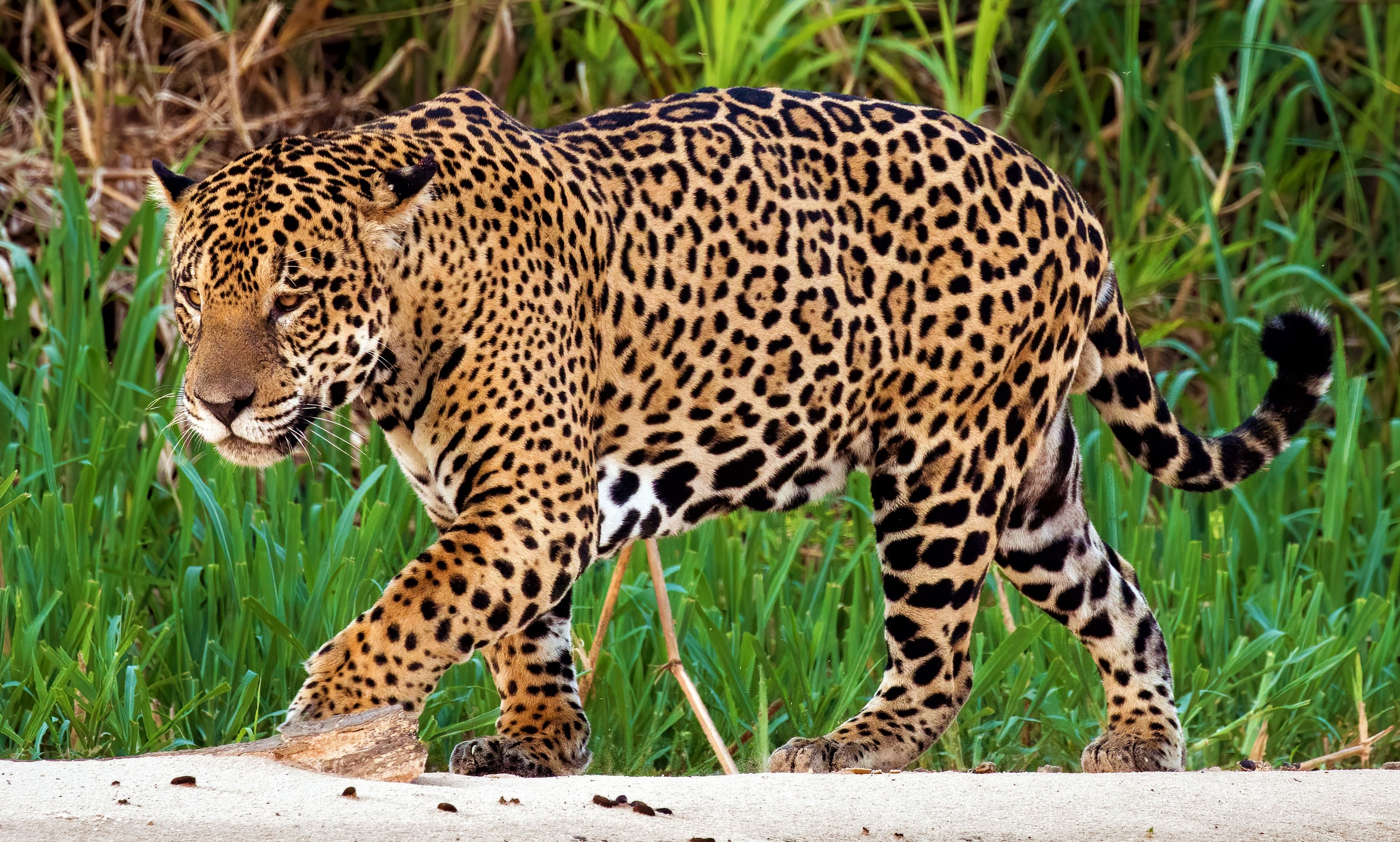
Ягуар
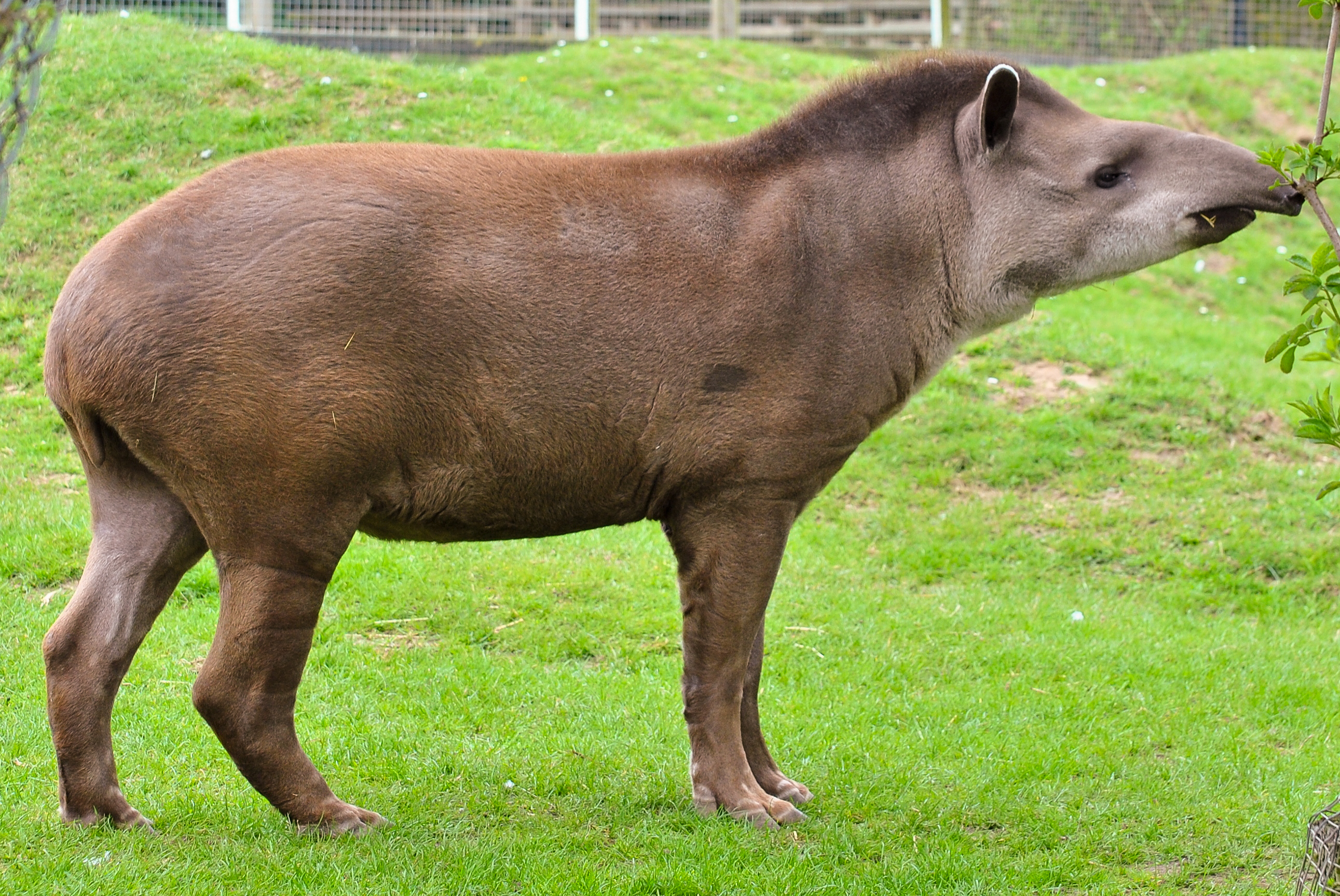
Тапір бразильський
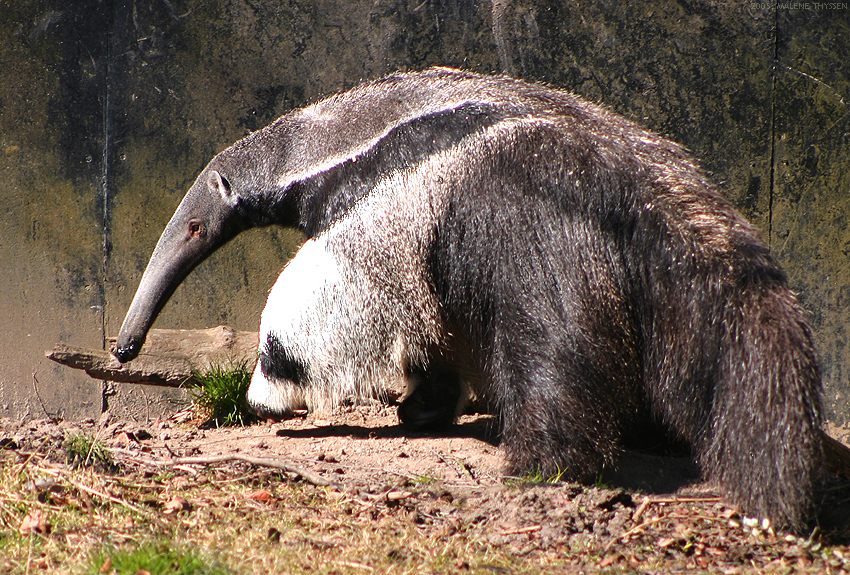
Мурахоїд великий
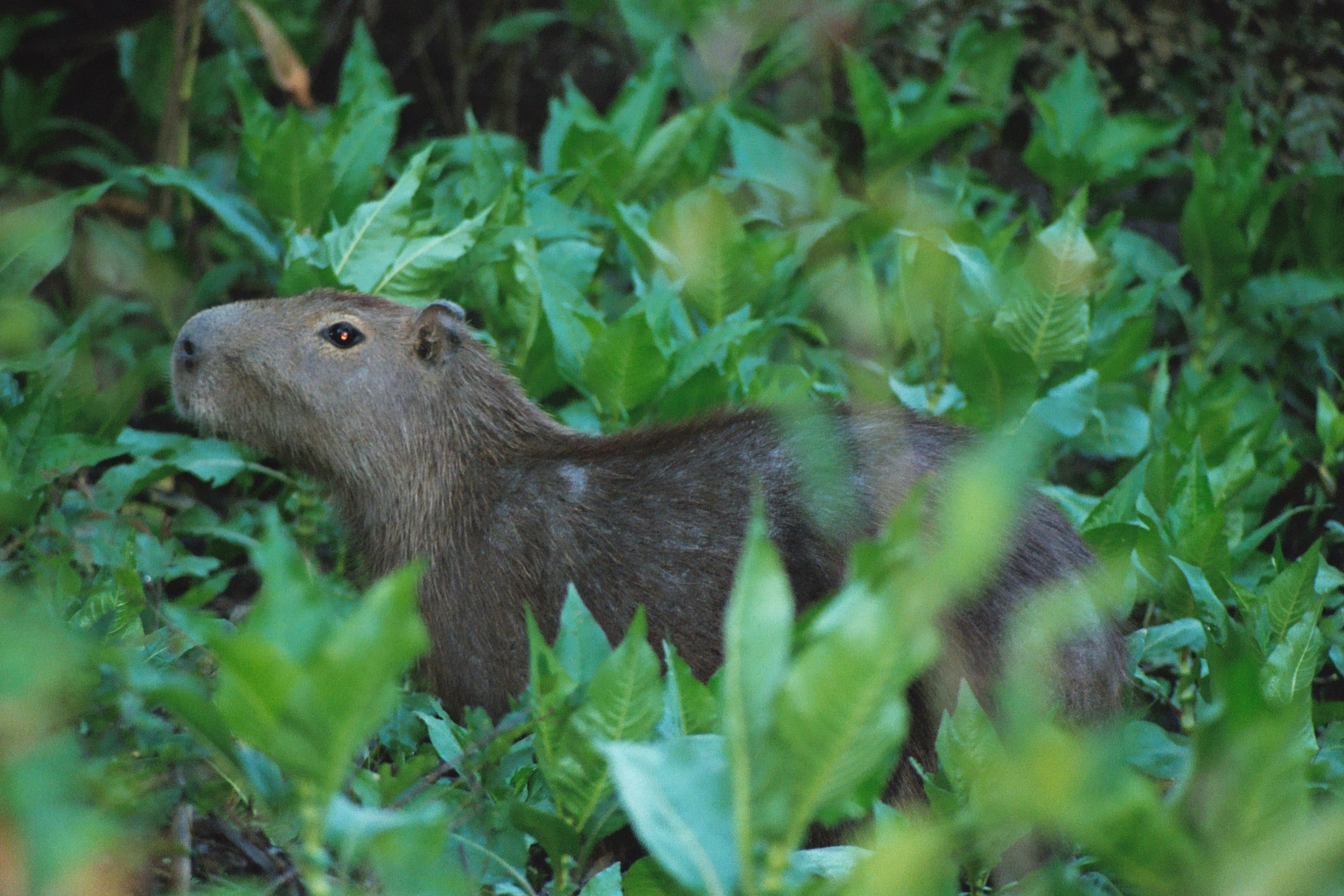
Капібара
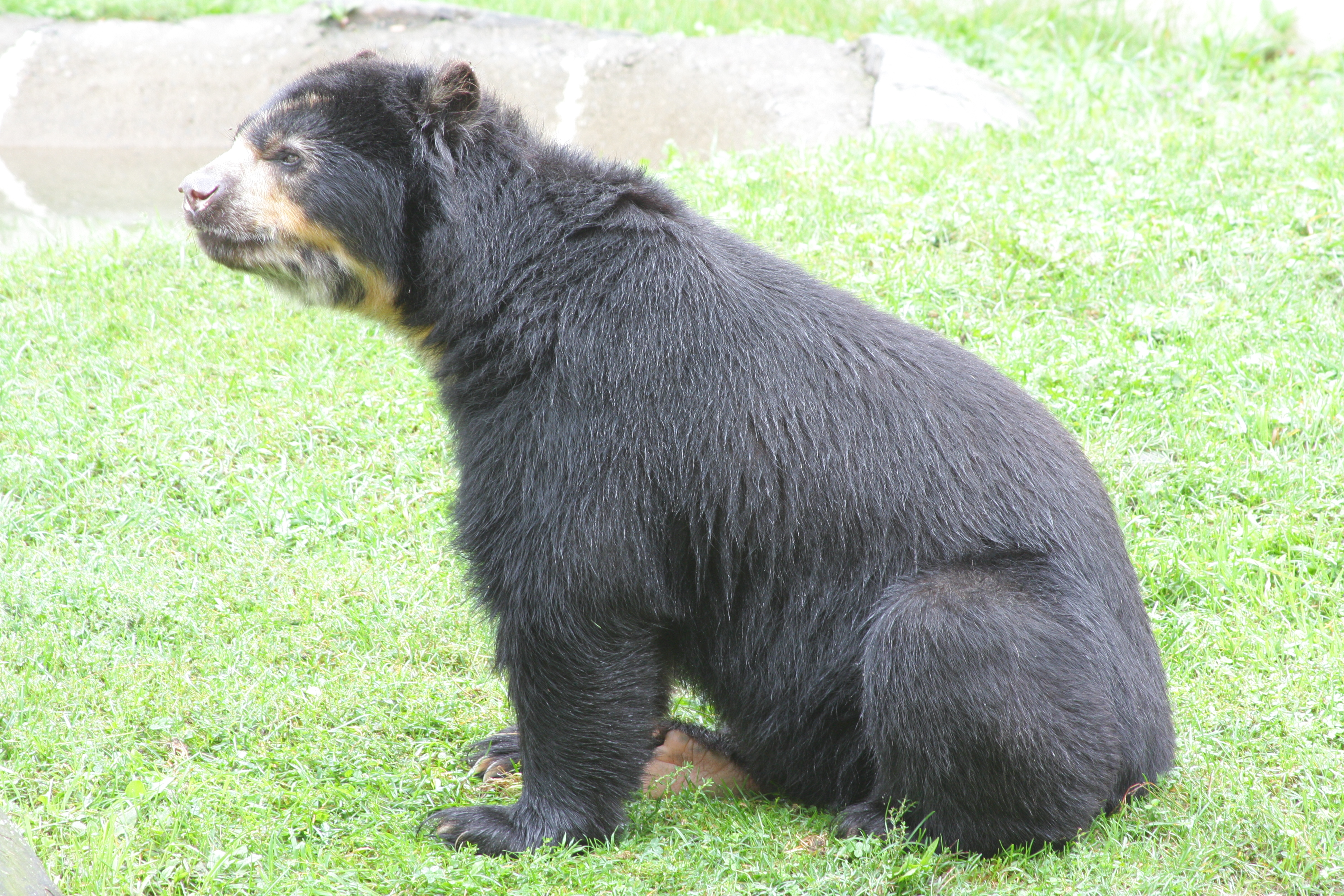
Очковий ведмідь

Амазонська зоогеографічна підобласть займає південно-східну частину країни й охоплює басейн річки Амазонка та її притоків (Путумайо, Какета, Гуавьяре). Особливістю підобласті є вологі екваторіальні ліси з надзвичайним рівнем біорізноманіття (одним із найвищих на планеті), наявність гвіанських щитів і підвищень, багатих на ендемічні види. Характерними видами хребетних тут є ягуар (Panthera onca), тапір бразильський (Tapirus terrestris), олень благородний (Odocoileus virginianus), мурахоїд великий (Myrmecophaga tridactyla), таманду американський (Tamandua tetradactyla), ревун рудий (Alouatta seniculus), капібара (Hydrochoerus hydrochaeris), інія амазонська (Inia geoffrensis), гарпія велика (Harpia harpyja), тукан червонодзьобий (Ramphastos tucanus), араурана (Ara ararauna), бушля рудошия (Tigrisoma lineatum), ібіс червоний (Eudocimus ruber), гребенечуб гвіанський (Rupicola rupicola), нектаркові (Nectariniidae), кайман чорний (Melanosuchus niger), анаконда зелена (Eunectes murinus), жаби-повитухи (Stefania), отруйні жаби роду Dendrobates, піранії (Serrasalmus), арапайма (Arapaima gigas), електричний вугор (Electrophorus electricus). Зоогеографічні провінції в Колумбії: 1 — Амазонська провінція (частина долини Амазонки); 2 — Гвіанська провінція (південний схід країни, на межі з Венесуелою та Бразилією); 3 — Орінокська провінція (Льянос) (Східна Колумбія, басейн річки Оріноко).

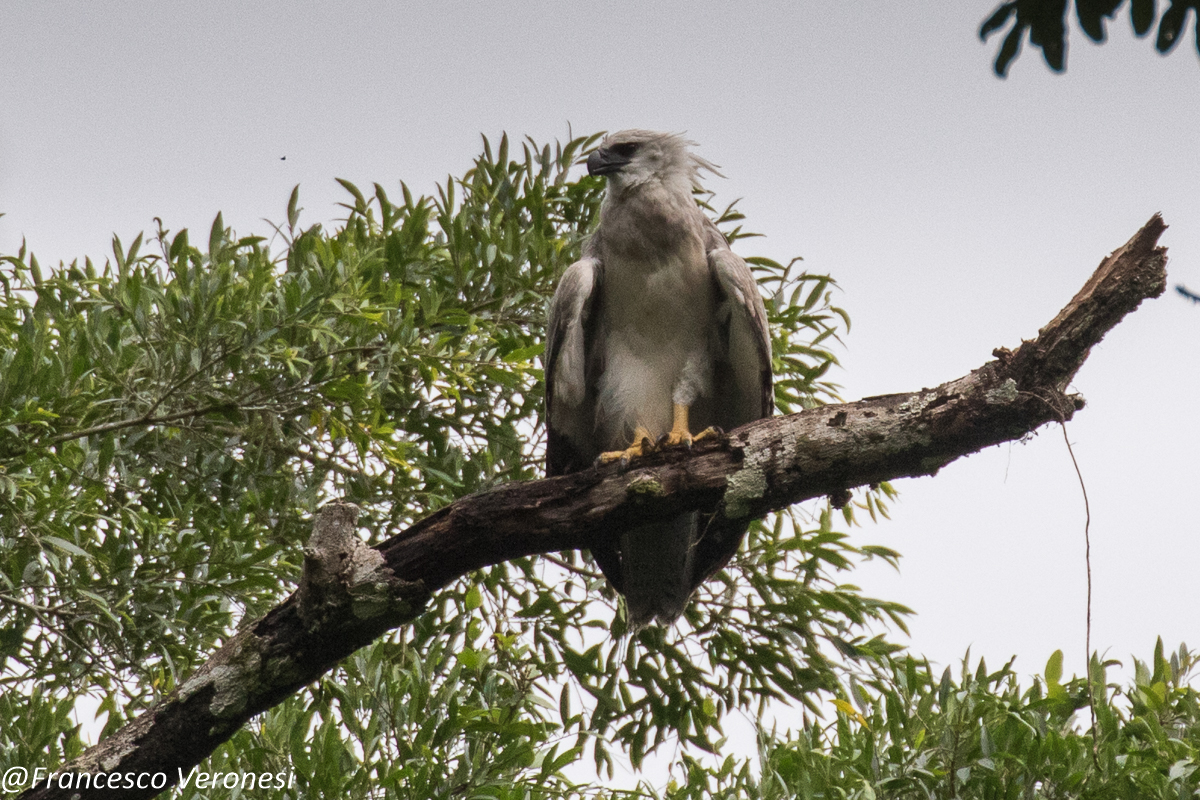
Гарпія велика
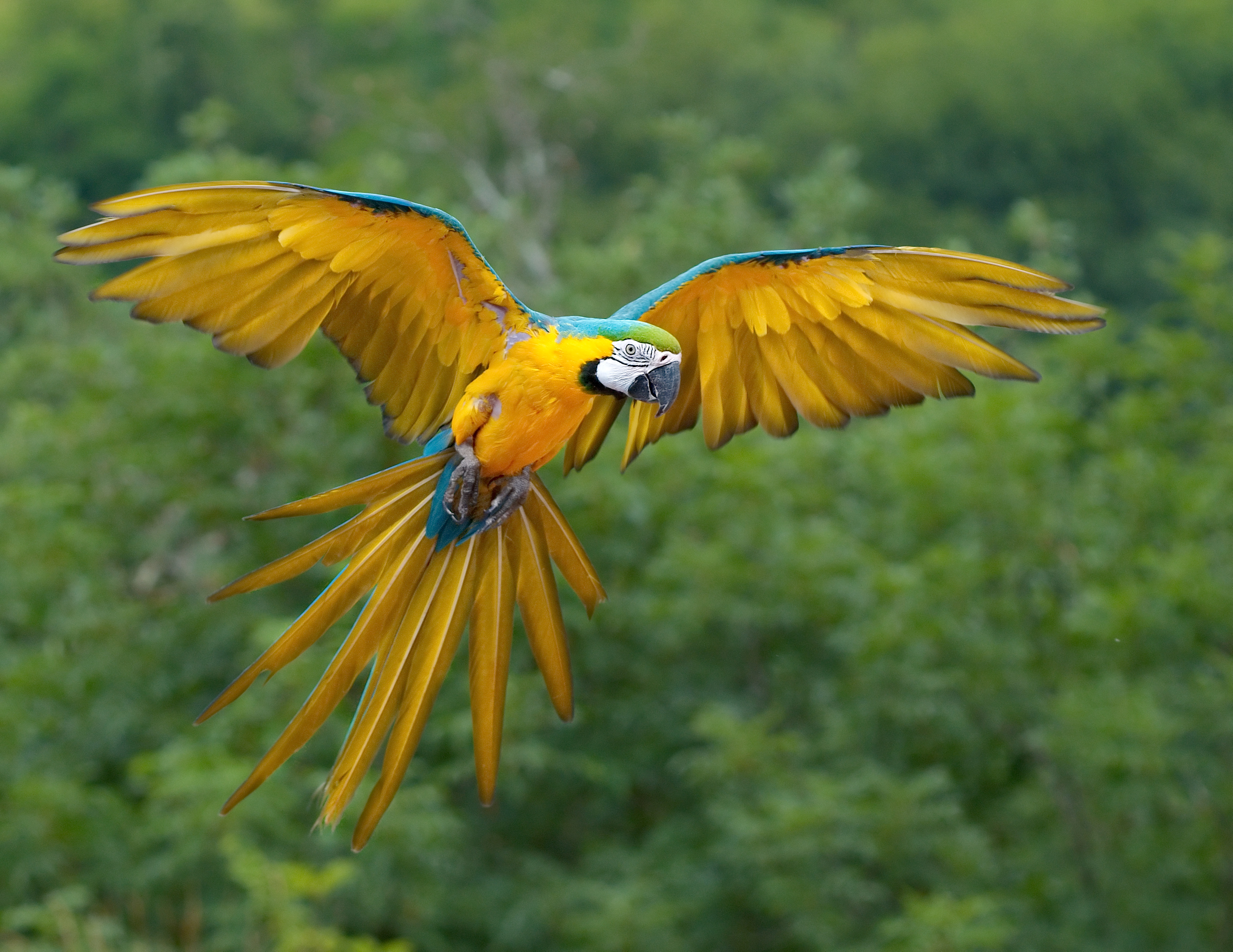
Араурана
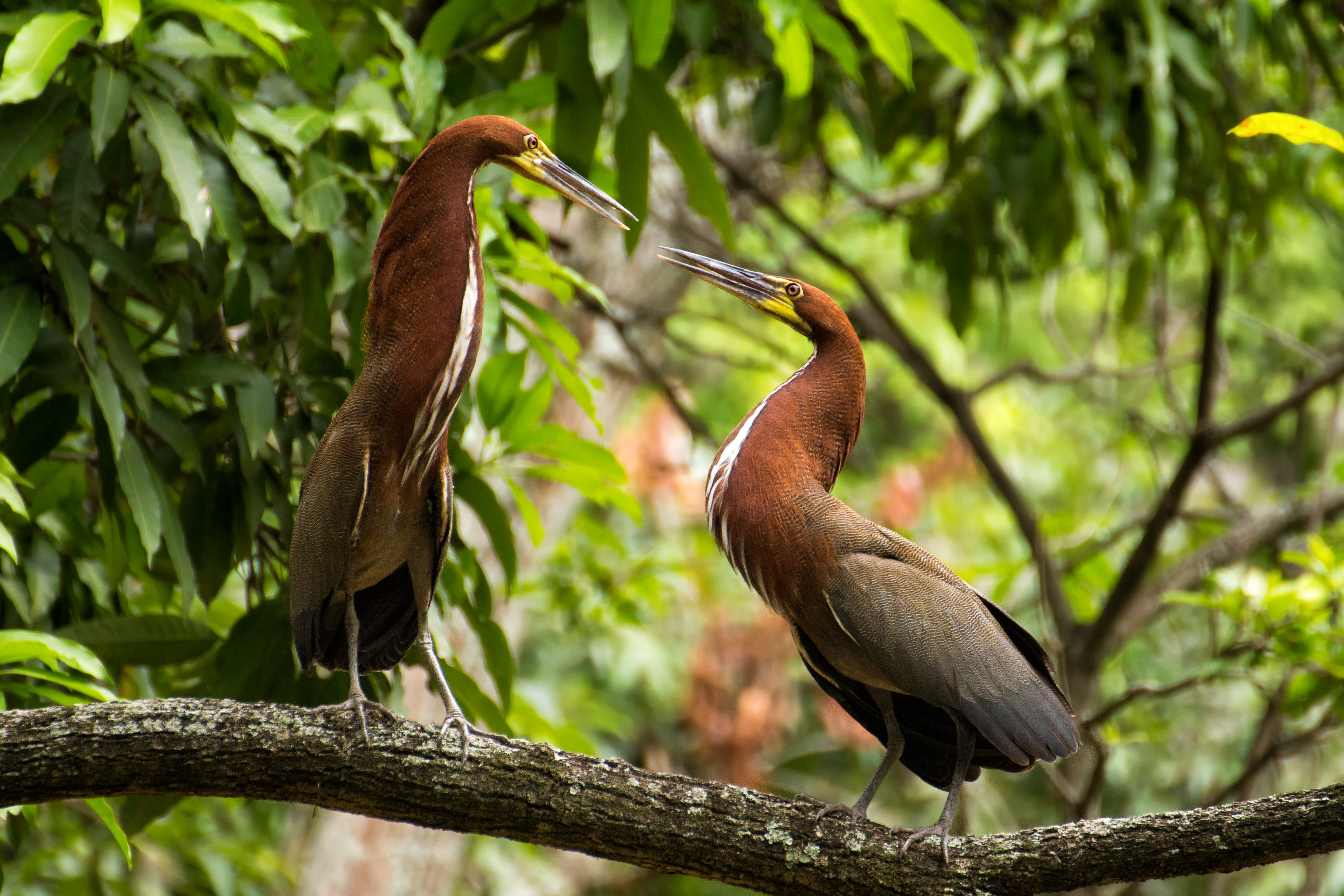
Бушля рудошия
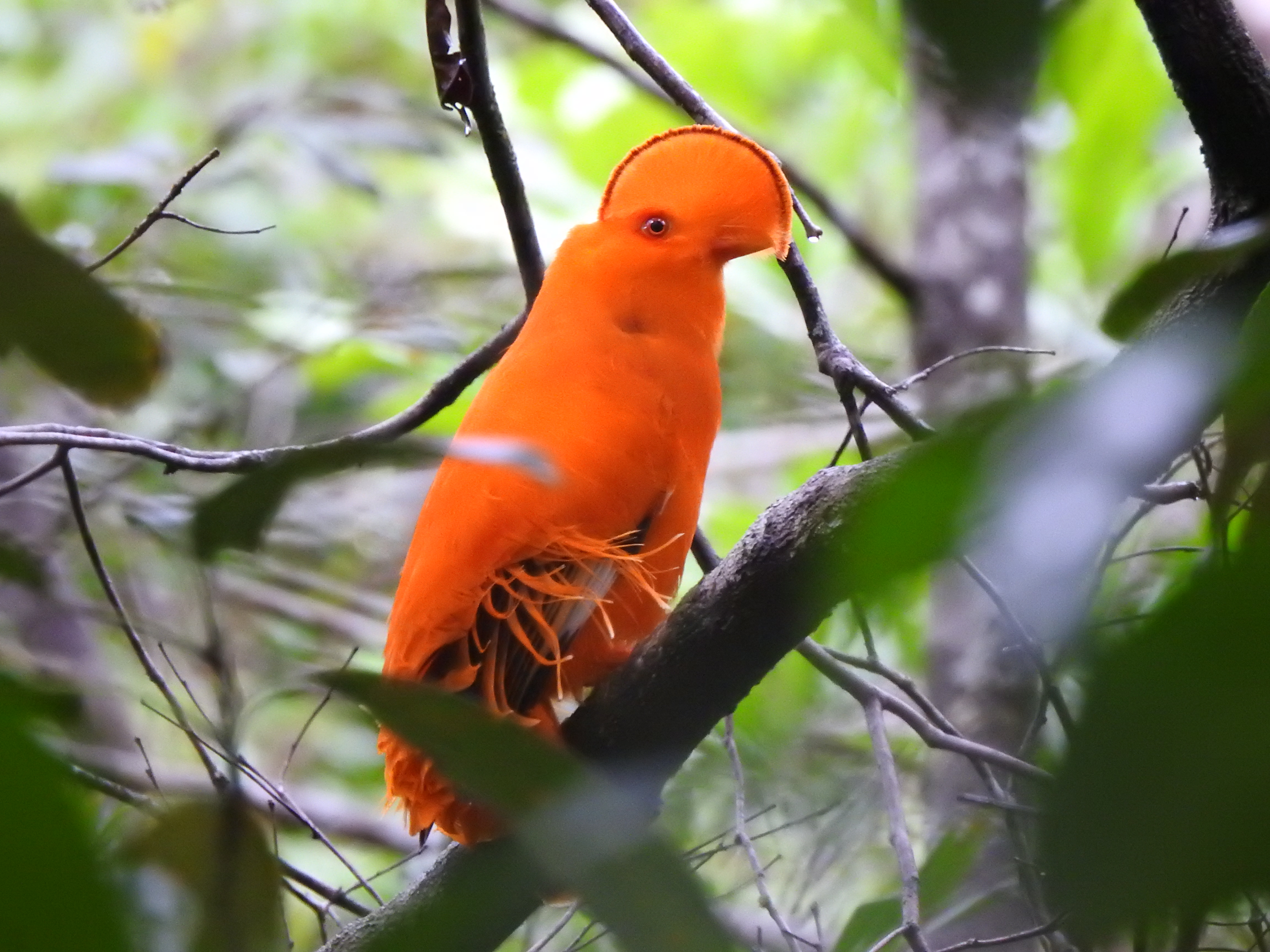
Гребенечуб гвіанський
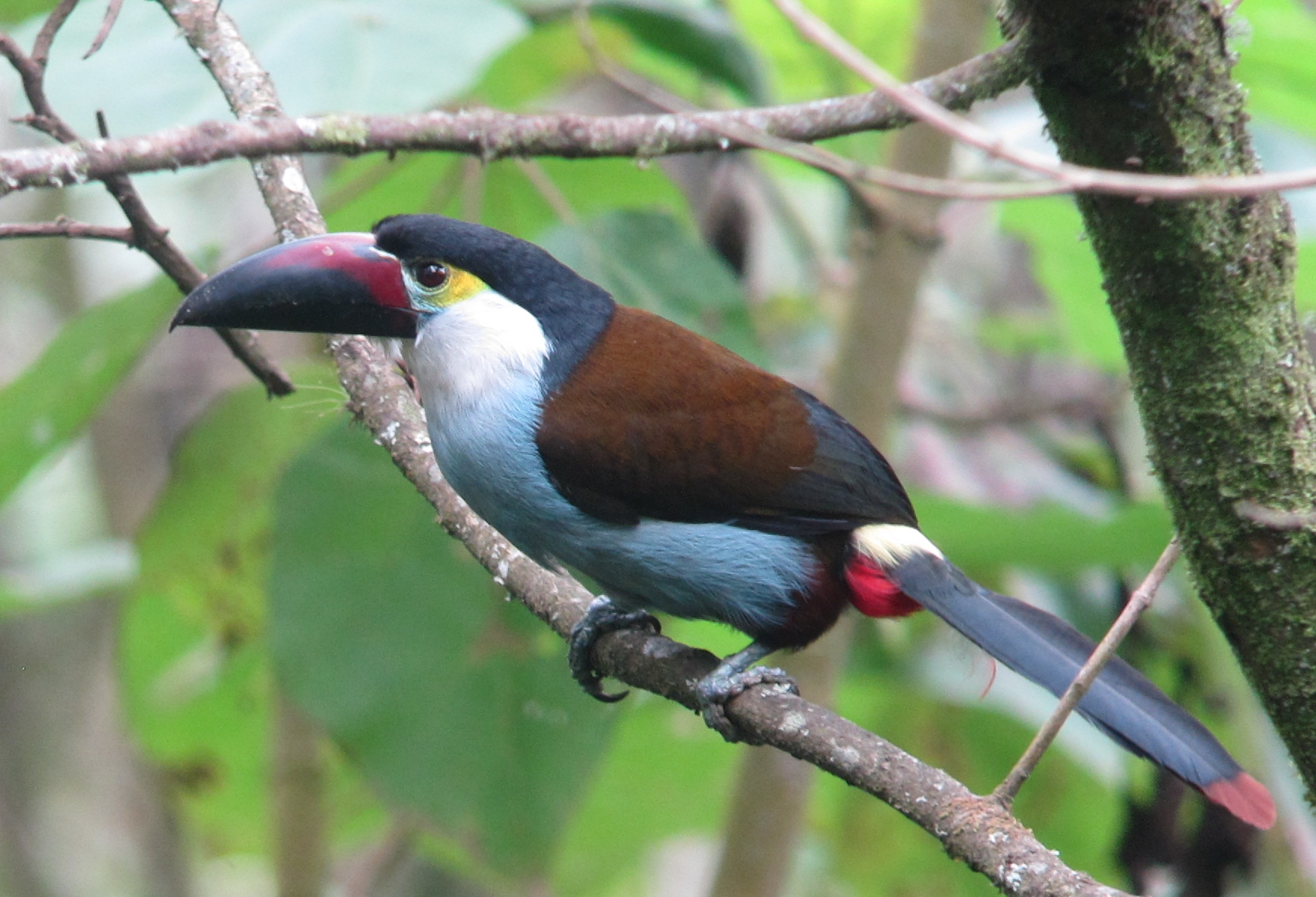
Андигена білощока

Андська зоогеографічна підобласть охоплює високогір'я Анд від Венесуели до Аргентини. У Колумбії представлена гірськими районами трьох Андських Кордильєр (Західної, Центральної та Східної), а також численні міжгірські долини. Особливістю підобласті є чітка висотна поясність, різкі зміни клімату з висотою (від тропічного до холодного альпійського), мішання амазонських, панамських і місцевих андійських елементів, що сприяє виникненню великої кількості ендеміків. Характерними видами хребетних тут є очковий ведмідь (Tremarctos ornatus), тапір гірський (Tapirus pinchaque), гемал північний (Hippocamelus antisensis), олень білохвостий (Odocoileus virginianus), мавпа капуцин (Cebus albifrons), кролик андський (Sylvilagus brasiliensis), кажани роду Artibeus, численні колібрі родів Coeligena, Heliangelus, савка американська (Oxyura jamaicensis andina), амазон тринідадський (Amazona ochrocephala), каракара еквадорська (Phalcoboenus carunculatus), голуб-синяк магдаленський (Columba oenas magdalenae), андигена білощока (Andigena nigrirostris), кайман широкорилий (Caiman latirostris), скляні жаби (Centrolenidae), жаби родів Hypsiboas, Pristimantis і Atelopus. Зоогеографічні провінції в Колумбії: 1 — Північна Андська провінція; 2 — Високогірна Андська провінція (парамоси); 3 — Межирічна Андська провінція (Магдаленська долина).

## Стихійні природні явища
На території країни спостерігаються небезпечні природні явища і стихійні лиха:
- активний вулканізм у горах, найбільш активний вулкан Галерас (4276 м) востаннє вивергався 2010 року, вулкан Невадо-дель-Руїс, що за 80 км від столиці країни, вивергався 1985 року, його грязьові потоки вбили 23 тис. місцевих жителів, останнє виверження 1991 року, вулкан Невадо-дель-Уїла востаннє вивергався 2007 року;
- часті землетруси; періодичні посухи[1].

## Природні ресурси

### Мінеральні ресурси
Надра Колумбії багаті на ряд корисних копалин: нафту, природний газ, кам'яне вугілля, залізну руду, нікель, золото, мідь, смарагди.

### Водні ресурси
Загальні запаси відновлюваних водних ресурсів (ґрунтові і поверхневі прісні води) становлять 2132 км³. Станом на 2012 рік в країні налічувалось 10,9 тис. км² зрошуваних земель.

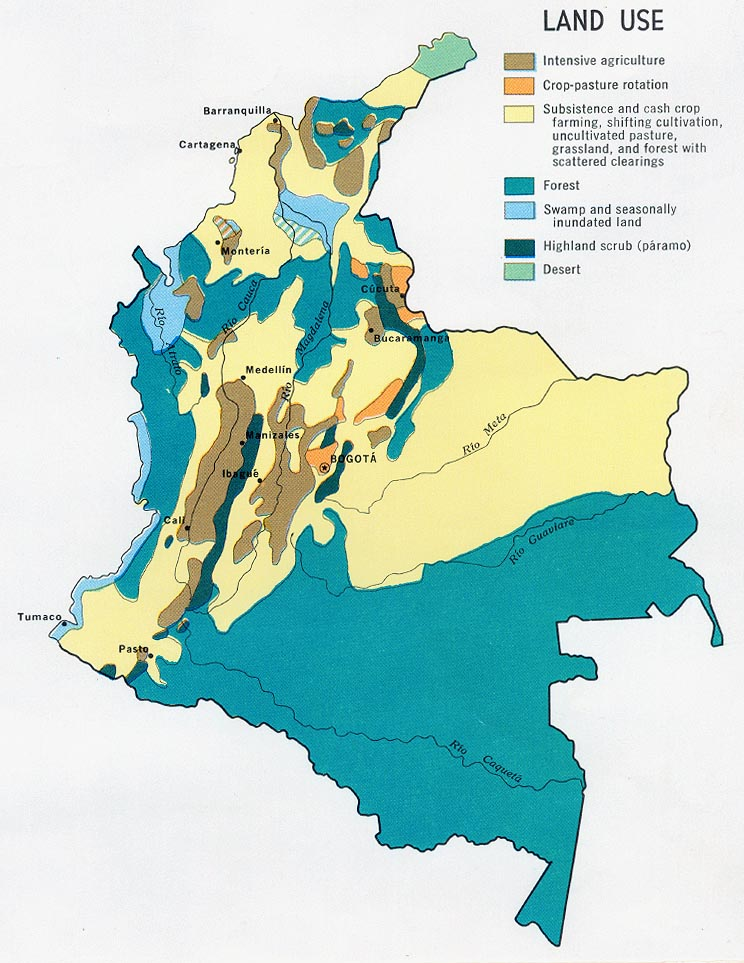
Використання земель, 1970 рік

### Земельні ресурси
Земельні ресурси Колумбії (оцінка 2011 року):
- придатні для сільськогосподарського обробітку землі — 37,5 %,
  - орні землі — 1,4 %,
  - багаторічні насадження — 1,6 %,
  - землі, що постійно використовуються під пасовища — 34,5 %;
- землі, зайняті лісами і чагарниками — 54,4 %;
- інше — 8,1 %[1].

## Охорона природи
Серед екологічних проблем варто відзначити:
- знеліснення;
- забруднення вод і ґрунтів пестицидами;
- забруднення повітря транспортними засобами, особливо в Боготі.

Колумбія є учасником ряду міжнародних угод з охорони навколишнього середовища:
- Договору про Антарктику,
- Конвенції про біологічне різноманіття (CBD),
- Рамкової конвенції ООН про зміну клімату (UNFCCC),
- Кіотського протоколу до Рамкової конвенції,
- Конвенції ООН про боротьбу з опустелюванням (UNCCD),
- Конвенції про міжнародну торгівлю видами дикої фауни і флори, що перебувають під загрозою зникнення (CITES),
- Базельської конвенції протидії транскордонному переміщенню небезпечних відходів,
- Конвенції з охорони морських живих ресурсів,
- Монреальського протоколу з охорони озонового шару,
- Міжнародної конвенції запобігання забрудненню з суден (MARPOL),
- Міжнародної угоди про торгівлю тропічною деревиною 1983 і 1994 років,
- Рамсарської конвенції із захисту водно-болотних угідь[13].

Урядом країни підписані, але не ратифіковані міжнародні угоди щодо: міжнародного морського права.

## Фізико-географічне районування
У фізико-географічному відношенні територію Колумбії можна розділити на _ райони, що відрізняються один від одного рельєфом, кліматом, рослинним покривом: .

### Українською
- Атлас світу / голов. ред. І. С. Руденко ; зав. ред. В. В. Радченко ; відп. ред. О. В. Вакуленко. — К. : ДНВП «Картографія», 2005. — 336 с. — ISBN 9666315467.
- Атлас. 7 клас. Географія материків і океанів / Укладачі О. Я. Скуратович, Н. І. Чанцева. — К. : ДНВП «Картографія», 2014.
- Барановська О. В. Фізична географія материків і океанів : навч. посіб. для студентів ВНЗ : [у 2 ч.]. — Н. : Ніжинський державний університет ім. Миколи Гоголя, 2013. — 306 с. — ISBN 978-617-527-106-3.
- Бєлозоров С. Т. Географія материків. — К. : Вища школа, 1971. — 371 с.
- Гілецький Й. Р. Природні ресурси світу : Навч. посібник. — Львів : Світ, 2004. — 304 с. — ISBN 966-603-307-0
- Дахно І. І., С. М. Тимофієв. Країни світу: Енциклопедичний довідник. —  К. : Мапа, 2011. — 606 с. —  ISBN 978-966-8804-23-6
- Дубович І. А. Країнознавчий словник-довідник. — 5-те вид., перероб. і доп. — К. : Знання, 2008. — 839 с. — ISBN 978-966-346-330-8.
- Економічна і соціальна географія країн світу: Навч. Посібник / За ред. С. П. Кузика. — Львів : Світ, 2002. — 672. с.— ISBN 966-603-178-7
- Заставецький Ю. С. Регіональна фізична географія світу : Навч. посібник. — Львів : Світ, 2000. — 480 с.
- Колумбія // Гірничий енциклопедичний словник : [у 3-х тт.] / за ред. В. С. Білецького. — Д. : Східний видавничий дім, 2004. — Т. 3. — 752 с. — ISBN 966-7804-78-X.
- Кукурудза С. І. Біогеографія : Підручник. — Львів : Вид-во ЛГУ ім. Івана Франка, 2006. — 504 с. — ISBN 966-613-502-7
- Маринич О. М., Шищенко П. Г., Пащенко В. І. Фізична географія світу : Підручник.  — К. : Вища школа, 2002. — 463 с. — ISBN 966-642-018-4
- Палієнко В. І., Шищенко П. Г., Бойко В. М. Фізична географія світу : Навч. посібник. — К. : КНУ ім.  Т. Шевченка, 2016. — 246 с. — ISBN 978-966-439-918-1
- Панасенко Б. Д. Фізична географія материків : навч. посіб. : в 2 ч. — В. : ЕкоБізнесЦентр, 1999. — 200 с.
- Пащенко В. І. Географія світового господарства : Навч. посібник. — К. : Видавничий центр КНУ, 2014. — 312 с. — ISBN 978-966-439-744-6
- Пузанов І. І. Зоогеографія : Підручник. — Київ—Львів : Рад. школа, 1949. — 504 с.
- Фізична географія материків та океанів : Підручник у 2-х т. / Ред. П. Г. Шищенко. — К. : Київський університет, 2020. — Т. 2. Африка, Америка, Австралія, Антарктида, Океани. — 470 с. — ISBN 978-966-439-989-8
- Юрківський В. М. Регіональна економічна і соціальна географія. Зарубіжні країни: Підручник. — 2-ге. — К. : Либідь, 2001. — 416 с. — ISBN 966-06-0092-5.

### Англійською
- (англ.) Graham Bateman. The Encyclopedia of World Geography. — Andromeda, 2002. — 288 с. — ISBN 1871869587.

### Російською
- (рос.) Колумбия // Латинская Америка. Энциклопедический справочник [в 2-х тт.] / Главный редактор В. В. Вольский. — М.  : Советская энциклопедия, 1979. — Т. 1. А-К. — 576 с.
- (рос.) Авакян А. Б., Салтанкин В. П., Шарапов В. А. Водохранилища. — М.  : Мысль, 1987. — 326 с. — (Природа мира)
- (рос.) Алисов Б. П., Берлин И. А., Михель В. М. Курс климатологии [в 3-х тт.] / под. ред. Е. С. Рубинштейна. — Л.  : Гидрометиздат, 1954. — Т. 3. Климаты земного шара. — 320 с.
- (рос.) Апродов В. А. Вулканы. — М.  : Мысль, 1982. — 368 с. — (Природа мира)
- (рос.) Апродов В. А. Зоны землетрясений. — М.  : Мысль, 2010. — 462 с. — (Природа мира) — ISBN 978-5-244-01122-7.
- (рос.) Букштынов А. Д., Грошев Б. И., Крылов Г. В. Леса. — М.  : Мысль, 1981. — 316 с. — (Природа мира)
- (рос.) Власова Т. В. Физическая география материков. С прилегающими частями океанов. Южная Америка, Африка, Австралия и Океания, Антарктида. — 4-е, перераб. — М.  : Просвещение, 1986. — 269 с.
- (рос.) Гвоздецкий Н. А. Карст. — М.  : Мысль, 1981. — 214 с. — (Природа мира)
- (рос.) Гвоздецкий Н. А., Голубчиков Ю. Н. Горы. — М.  : Мысль, 1987. — 400 с. — (Природа мира)
- (рос.) Дарлингтон Ф. Зоогеография. Географическое рапространение животных / Пер. с англ. М. М. Мержеевской и К. П. Филонова. Ред.: К. П. Филонов. — М. : Прогресс, 1966. — 520 с.
- (рос.) Долгушин Л. Д., Осипова Г. Б. Ледники. — М.  : Мысль, 1989. — 448 с. — (Природа мира) — ISBN 5-244-00315-1.
- (рос.) Дорст Ж. Центральная и Южная Америка. — М.  : Прогресс, 1977. — 318 с. — (Континенты, на которых мы живем)
- (рос.) Дроздов Н. Н., Мяло Е. Г. Биогеография мира : Учебник. — М. : Высшая школа, 1985. — 272 с.
- (рос.) Географический энциклопедический словарь: географические названия / под. ред. А. Ф. Трёшникова. — 2-е изд., доп. — М.  : Советская энциклопедия, 1989. — 585 с. — ISBN 5-85270-057-6.
- (рос.) Исаченко А. Г., Шляпников А. А. Ландшафты. — М.  : Мысль, 1989. — 504 с. — (Природа мира) — ISBN 5-244-00177-9.
- (рос.) Каплин П. А., Леонтьев О. К., Лукьянова С. А., Никифоров Л. Г. Берега. — М.  : Мысль, 1991. — 480 с. — (Природа мира) — ISBN 5-244-00449-2.
- (рос.) Словарь современных географических названий / под общей редакцией акад. В. М. Котлякова. — Екатеринбург  : У-Фактория, 2006.
- (рос.) Литвин В. М., Лымарев В. И. Острова. — М.  : Мысль, 2010. — 288 с. — (Природа мира) — ISBN 978-5-244-01129-6.
- (рос.) Лобова Е. В., Хабаров А. В. Почвы. — М.  : Мысль, 1983. — 304 с. — (Природа мира)
- (рос.) Максаковский В. П. Географическая картина мира. Книга I: Общая характеристика мира. — М.  : Дрофа, 2008. — 495 с. — ISBN 978-5-358-05275-8.
- (рос.) Максаковский В. П. Географическая картина мира. Книга II: Региональная характеристика мира. — М.  : Дрофа, 2009. — 480 с. — ISBN 978-5-358-06280-1.
- (рос.) Колумбия // Поспелов Е. М. Топонимический словарь. — М.  : АСТ, 2005. — 229 с. — ISBN 5-17-016407-6.
- (рос.) География / под ред. проф. А. П. Горкина. — М.  : Росмэн-Пресс, 2006. — 624 с. — (Современная иллюстрированная энциклопедия) — ISBN 5-353-02443-5.
- (рос.) Физико-географический атлас мира. — М.  : Академия наук СССР и Главное управление геодезии и картографии ГУГК СССР, 1964. — 298 с.
- (рос.) Энциклопедия стран мира / глав. ред. Н. А. Симония. — М.  : НПО «Экономика» РАН, отделение общественных наук, 2004. — 1319 с. — ISBN 5-282-02318-0.